# Mariano Semmola
Mariano Semmola (Napoli, 29 gennaio 1831 – Napoli, 5 aprile 1896) è stato un medico, filosofo e politico italiano, senatore del Regno d'Italia nella XVI legislatura.

## Biografia
Figlio di Giovanni Semmola uno dei più grandi esponenti della scuola medica napoletana, Mariano fu docente universitario e poi Segretario del Parlamento del Regno d'Italia; partecipò ai moti di Marigliano.
Ha scritto, tra l'altro, Istituzioni di Filosofia: Tomo I - Logica; Tomo II - Metafisica (presso la Biblioteca Nazionale di Napoli).
Questo è l'epitaffio sul monumento a lui dedicato e sito nel Recinto o Quadrilatero degli Uomini Illustri del Cimitero Monumentale di Napoli-Poggioreale:
Che nello studio della natura morbosa dell'uomo

Produsse miracoli di arte e di scienza

Scolare e presto emulo del suo gran più ai giovann

Conchiuse alla novità delle dottrine una sapienza antica

Procacciandosi fama in patria e fuori

Di sommo maestro in medicina

Ne rifulse lo ingegno incomparabile

Dalla cattedra nell'università napoletana

Nelle accademie e negli ospedali

Nei consessi legislativi e nei congressi scientifici

Nella parola negli scritti

Membro della commissione legislativa riunita in Firenze il 1856

Principale autore di un codice sanitario italiano

Inviato unico plenipotenziario

Alla conferenza sanitaria internazionale di Vienna il 1874

Fu deputato e poi senatore nel patrio parlamento

Onorato due volte di medaglia d'oro

Dal proprio governo per le cure ai colerosi del 1884

Da quello del Brasile per la guarigione del suo imperatore

Socio di gran numero di accademie italiane e straniere

Insignito di molti tra i maggiori gradi cavallereschi

Nato addì 31 gennaio 1831

Morì addì 5 aprile 1896 nella fede catolica avita
Questo marmo per voce del comune

Si fa eco della pubblica solenne onoranza cittadina

Le spoglie mortali riposano nella cappella mortuaria di famiglia

Ove le vollero la vedova ed i figliuoli

A rendere vieppiù paghi

La loro pietà ed il riconoscente affetto»